# Hyla tsinlingensis
Hyla tsinlingensis – gatunek żyjącego w Azji płaza bezogonowego z rodziny rzekotkowatych (Hylidae).

## Występowanie
Jedynym państwem świata, gdzie spotykano gatunek na wolności, są Chiny. Dokładniej płazy bytują we wschodnim Syczuanie, centralnym Anhui, a także na południu Shaanxi i Gansu. Sądzi się, że rzeczywisty zasięg występowania gatunku jest szerszy niż ten, na którym do dziś udowodniono jego obecność.
Przedstawiciel bezogonowych żyje na wysokościach od 900 do 1770 metrów nad poziomem morza. Zamieszkuje tereny trawiaste i porośnięte krzewami, pola ryżowe oraz obrzeża rzek i stawów.

## Rozmnażanie
Ma miejsce nie tylko w stawach, ale także na polach ryżowych.

## Status zagrożenia
W Czerwonej księdze gatunków zagrożonych IUCN Hyla tsinlingensis od 2004 roku klasyfikowany jest jako gatunek najmniejszej troski (LC, ang. Least Concern).
Liczebność gatunku ulega spadkowi. Zjawisko to dotyczy jednak nie całego zasięgu występowania, a tylko niektórych regionów.